# Ela (Lied)
Ela ist ein Lied der griechischen Sängerin Andromache. Mit dem Titel vertrat sie Zypern beim Eurovision Song Contest 2022 in Turin.

## Hintergrund
Der Song wurde von einem zehnköpfigen Songwriter-Team – teils mit ESC-Erfahrung – bestehend aus Alex Papaconstantinou, Arash, Eyelar Mirzazadeh, Fatjon Miftaraj, Filloreta Raçi Fifi, Geraldo Sandell, Giorgos Papadopoulos, Robert Uhlmann, Viktor Svensson und Yll Limani geschrieben. Es handelt sich um einen Popsong mit Einflüssen aus der griechischen Folklore. Sowohl die englische als auch die griechische Sprache werden verwendet. Die griechische Laute Bouzouki ist zu hören. Im Songtext spricht die Protagonistin die geliebte Person an und bittet sie, zu ihr zu kommen („ela“ bedeutet „komm her“). Sie höre Melodien, wenn sie sie nur ansähe.
Der Song wurde am 9. März 2022 veröffentlicht. Die Auswahl wurde intern getroffen.

## Beim Eurovision Song Contest
Zypern nahm mit dem Titel am 66. Eurovision Song Contest teil, der vom 10. bis 14. Mai 2022 stattfand. Ela wurde dem zweiten Halbfinale zugelost und startete dort an neunter Stelle von 18 Teilnehmern. Das Lied erreichte den zwölften Platz und konnte sich somit nicht für das Finale qualifizieren. Es erhielt insgesamt 63 Punkte, neun Punkte von der Jury und 54 von den Zuschauern.